# Simmersfeld
Simmersfeld là một thị xã trong huyện Calw bang Baden-Württemberg thuộc nước Đức. Đô thị Simmersfeld có diện tích 44,18 km², dân số thời điểm 31 tháng 12 năm 2020 là 2172 người.